# Guillem Corretger
Guillem Corretger (Mallorca, segle XIII — segle XIV) va ser un traductor i cirurgià format a Montpellier.
És autor de la primera traducció catalana de la Chirurgia de Teodoric Borgognoni, elaborada entre el 1302 i 1304. En el pròleg de l'obra fa una invocació sagrada llarga pel que era habitual i que s'ha dit que constitueix una autèntica professió de fe religiosa i mèdica. El traductor comença el llibre reivindicant la necessària imbricació entre medicina i cirurgia com un dogma de fe. Vé a dir que la persona del Pare i la de l'Esperit Sant (medicina) van transmetre al Fill (cirurgia) prendre carn humana (la matèria dels cirurgians) en la Mare de Déu.
El tractat traduït presentava la una nova tendència en la cirurgia que defensava l'acostament entre la medicina i la cirurgia i l'adquisició d'una formació mèdica per part dels cirurgians. Critica "la situació extremadament deificient" de la cirurgia a la Corona d'Aragó on es treballa "més per pràctica que per teòrica". Corretger assenyala que el problema és que els manuals estan en llatí i no l'entenen. Defensa que els textos en llatí són "els millors" i que sense conèixer-los els cirurgians "cauen en error o confusió per ignorància".